# René Repasi
René Repasi (nascido a 8 de Novembro de 1979) é um professor e político alemão do Partido Social Democrata da Alemanha. É deputado ao Parlamento Europeu desde 2022.